# Tróiahalvön
Troiahalvön (portugisiskt uttal: [ˈtɾɔjɐ]), i dagligt tal Troia, ligger mitt emot staden Setúbal på floden Sados södra bank. Den utgörs av en 25 km lång sandremsa, avgränsad i öster av själva floden Sado och i väster av Atlanten. Området hör till kommundelen Carvalhal i kommunen Grândola. Halvön har färje- och katamaranförbindelse med staden Setúbal.

## Bilder

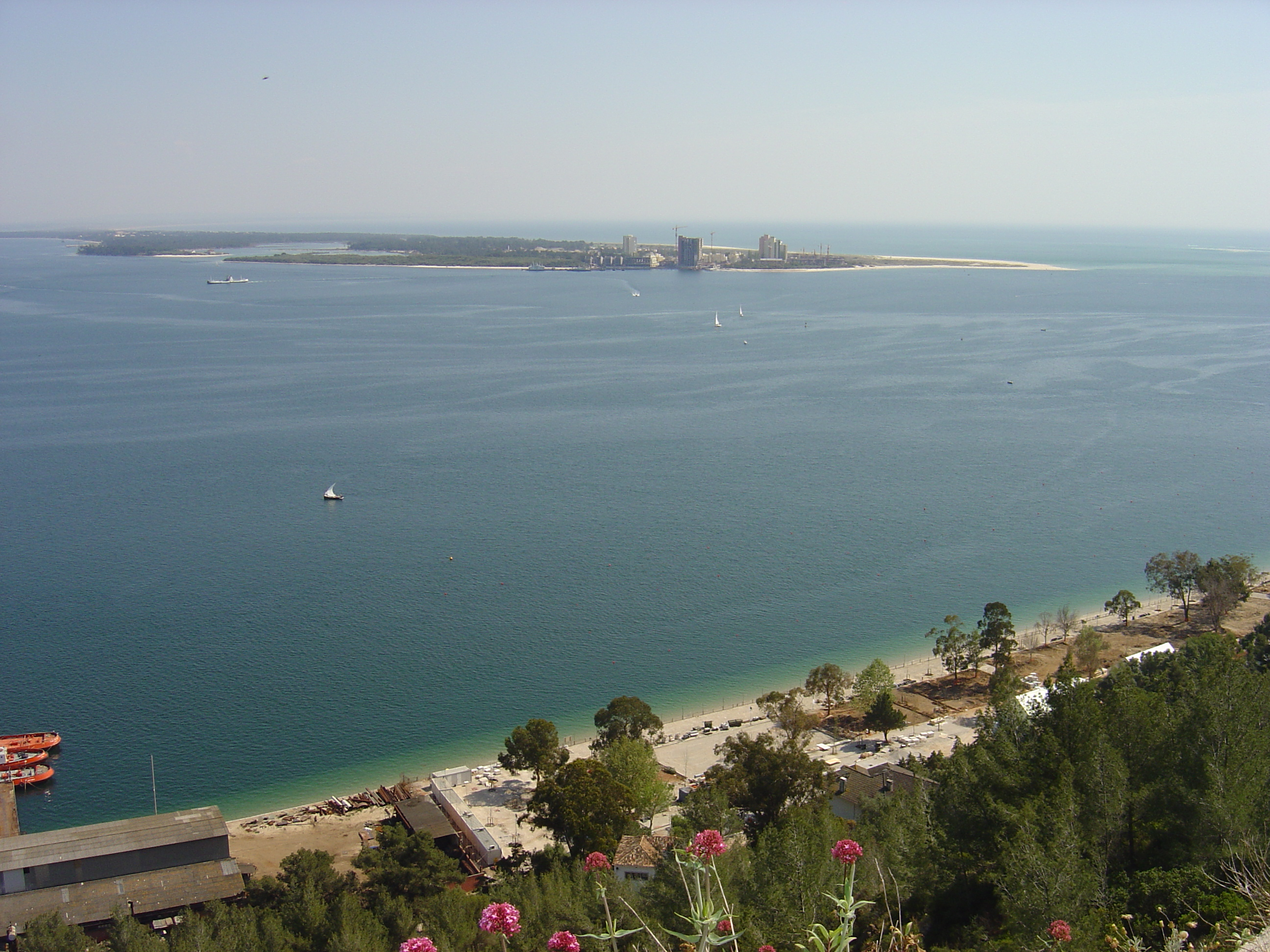
Utsikt över Troia
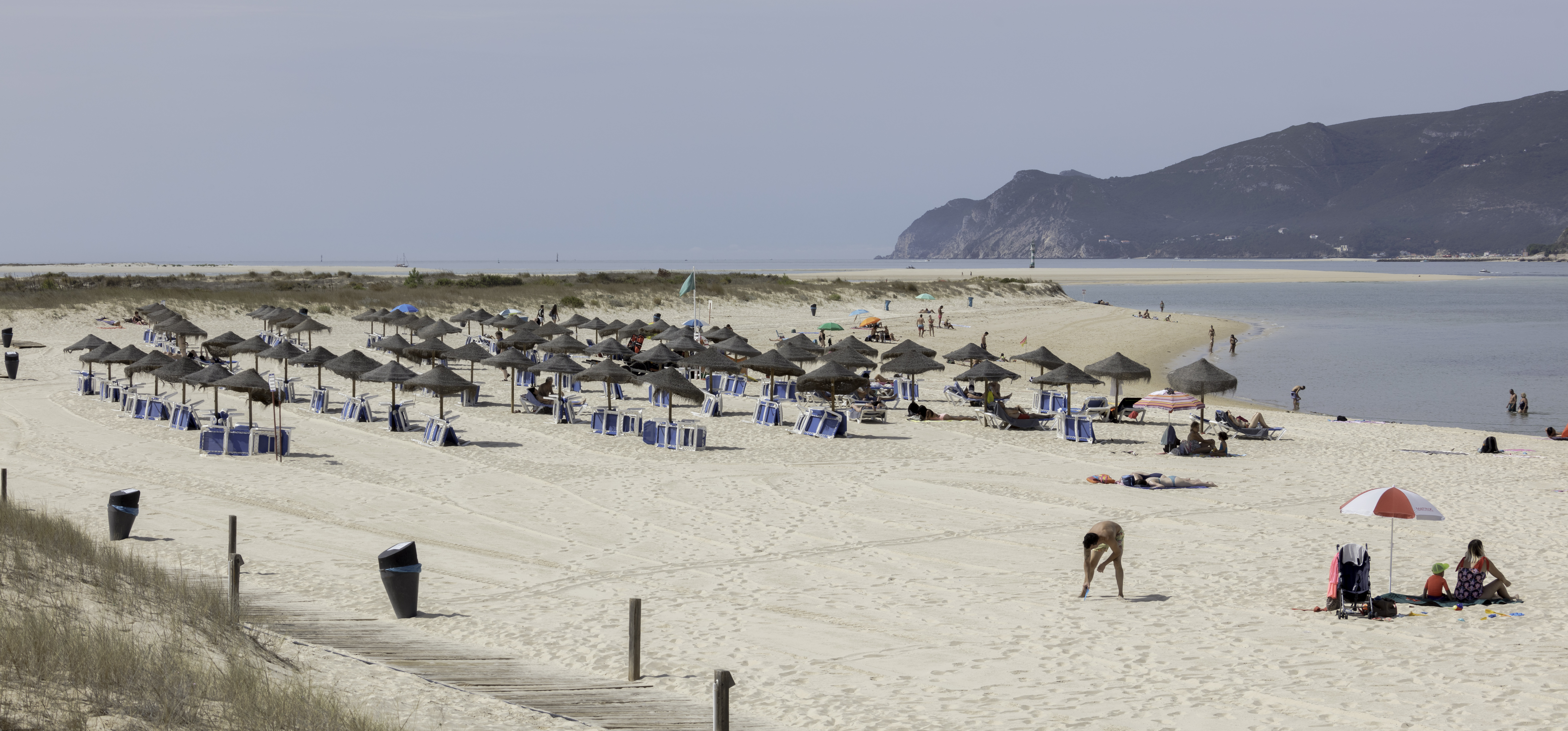
Badstranden
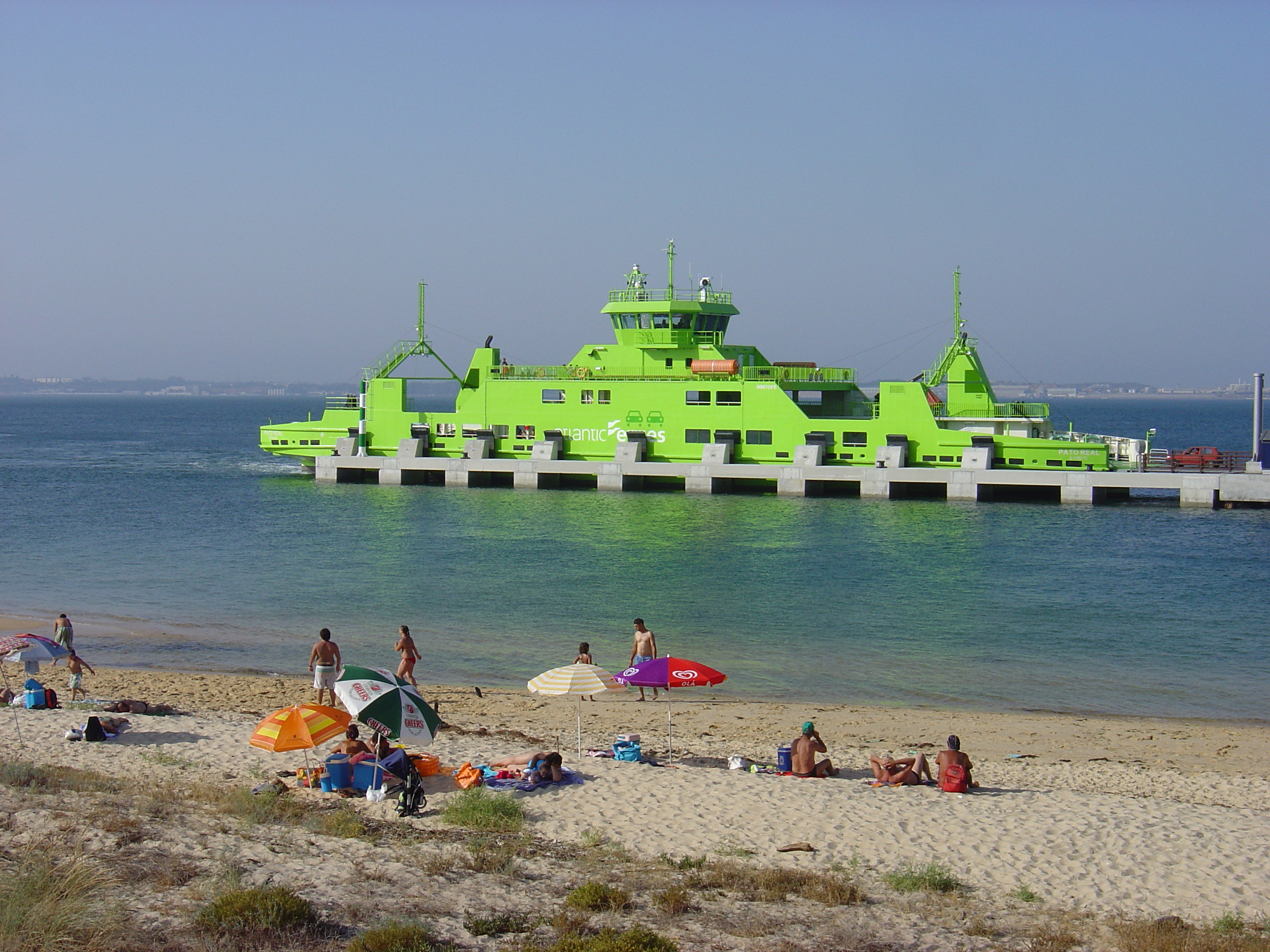
Färja i hamn vid en strand på Troiahalvön.
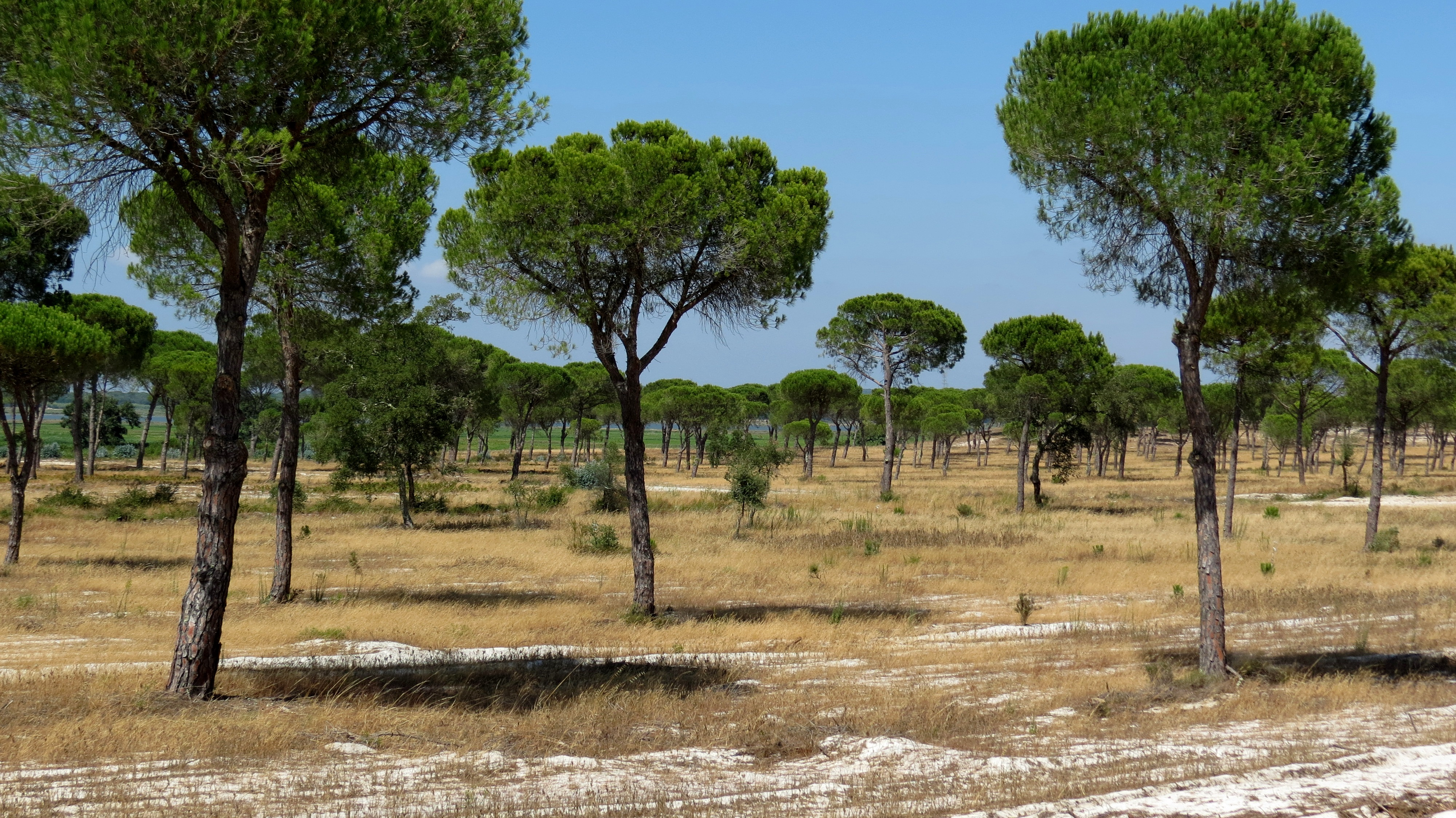
Tallskogen
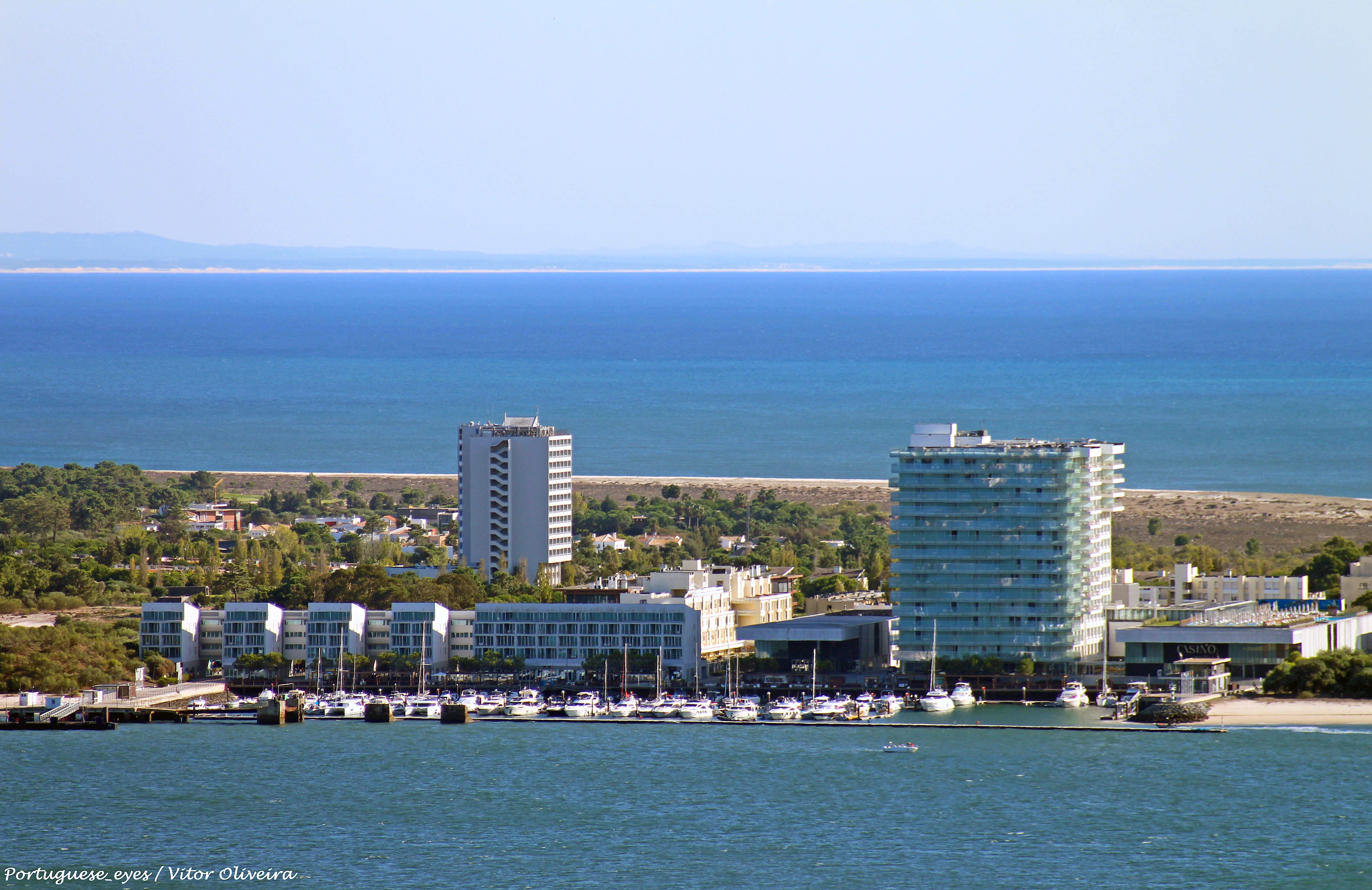
Strandhotell i Troia
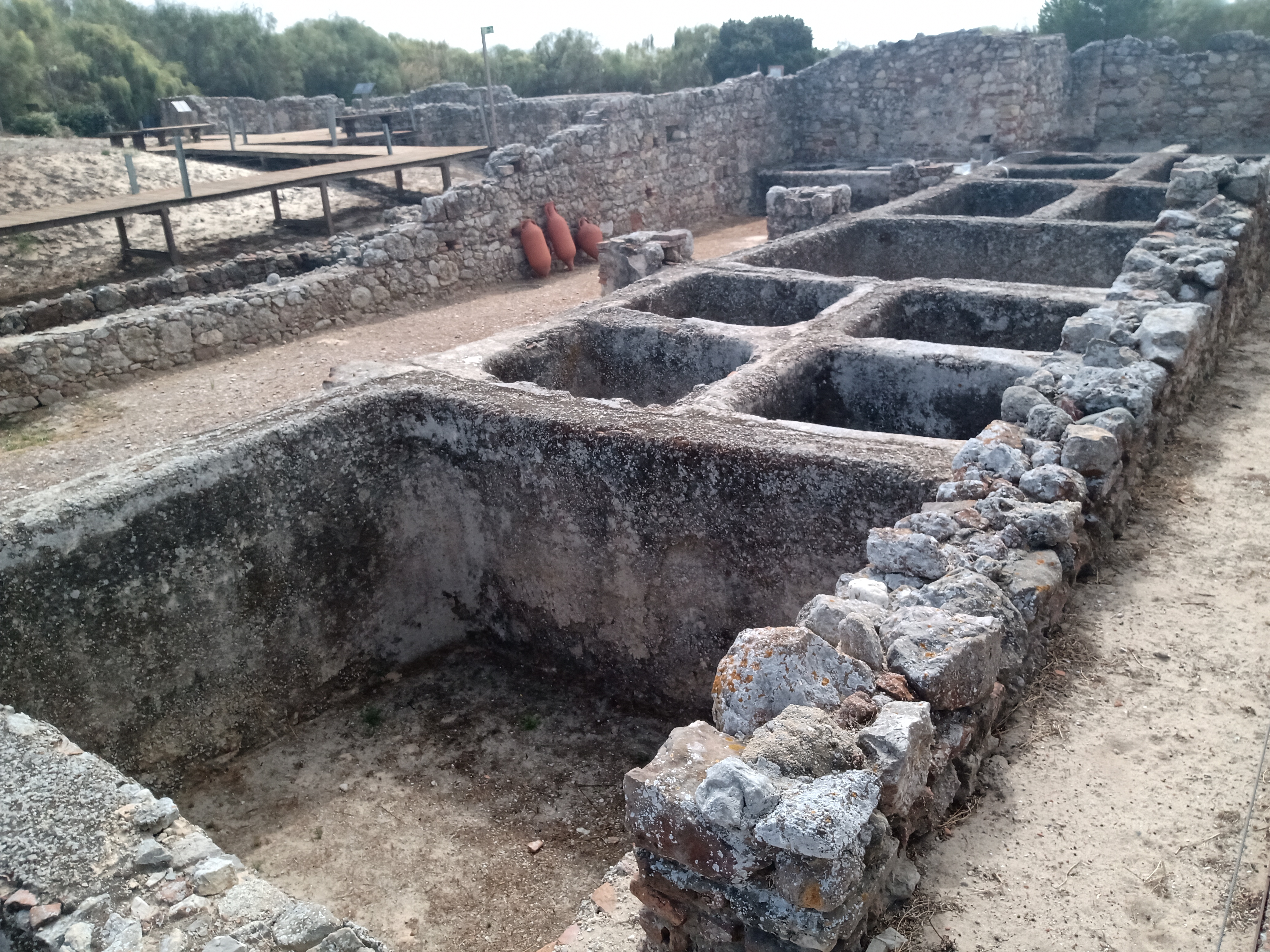
Romerska ruiner – Fiskkonserveringsfabrik (100-talet e.Kr.)